# Psodopsis tortilinea
Psodopsis tortilinea är en fjärilsart som beskrevs av Louis Beethoven Prout 1910. Psodopsis tortilinea ingår i släktet Psodopsis och familjen mätare. Inga underarter finns listade.